# ديف ديفيس (منافس ألعاب قوى)
ديف ديفيس (بالإنجليزية: Dave Davis)‏ هو منافس ألعاب قوى أمريكي، ولد في 20 أغسطس 1937.

## روابط خارجية
- ديف ديفيس على موقع الاتحاد الدولي لألعاب القوى (الإنجليزية)